# Превлока (Томашівський повіт)
Превлока (пол. Przewłoka; укр. Превлока) — село в Польщі, у гміні Ярчів Томашівського повіту Люблінського воєводства.
Населення — 189 осіб (2011).
У 1975—1998 роках село належало до Замойського воєводства.

## Демографія
Демографічна структура станом на 31 березня 2011 року:
|          | Загалом | Допрацездатний вік | Працездатний вік | Постпрацездатний вік |
| -------- | ------- | ------------------ | ---------------- | -------------------- |
| Чоловіки | 94      | 17                 | 71               | 6                    |
| Жінки    | 95      | 16                 | 58               | 21                   |
| Разом    | 189     | 33                 | 129              | 27                   |